# Richard Mentor Johnson
Richard Mentor Johnson, född 17 oktober 1780 i Beargrass, nuvarande Louisville i  Kentucky, död 19 november 1850 i Frankfort, Kentucky, var en amerikansk demokratisk politiker och vicepresident.
Richard Mentor Johnson var son till plantageägaren Robert Johnson och Jemima Suggett Johnson. När han var ett litet barn, flyttade familjen till plantagen Blue Springs i Scott County. Han gifte sig aldrig legalt, men levde under 22 år i ett samvetsäktenskap med Julia Chinn, som var först faderns, och därefter hans, slav. Tillsammans hade de två döttrar, Adaline Chinn Johnson (född 1811) och Imogene Chinn Johnson. Två av hans bröder var ledamöter av USA:s representanthus och brorsonen Robert Ward Johnson var ledamot av både representanthuset och senaten.
Johnson studerade vid Transylvania University i Lexington och inledde sin karriär som advokat 1802. Han deltog i 1812 års krig och 1813 påstås han personligen ha dödat Shawneehövdingen Tecumseh i slaget vid Thames. Det är oklart om uppgiften stämmer, men han använde den för att främja sin politiska karriär.
Han var ledamot av USA:s representanthus 1807-1819 och 1829-1837. Däremellan var han ledamot av Senaten 1819-1829. Han blev invald i senaten när senator John J. Crittenden avgick.
Han var Martin Van Burens vicepresident 1837-1841. Senaten valde honom till vicepresident den 8 februari 1837, när han inte hade fått tillräckligt med stöd från elektorskollegiet på grund av det öppna förhållandet till Julia Chinn. 
Fem countyn har fått sina namn efter honom: Johnson County i Iowa, Kentucky, Missouri, Nebraska och Illinois. Johnson County, Illinois är det enda som fick sitt namn efter Richard Mentor Johnson redan innan han fick rykte om sig att ha dödat Tecumseh. Johnsons grav finns i Frankfort.